# Anisogaster bicolor
Anisogaster bicolor är en skalbaggsart som beskrevs av Auguste Vinson 1961. Anisogaster bicolor ingår i släktet Anisogaster och familjen långhorningar. Inga underarter finns listade i Catalogue of Life.